# Sándor–Metternich-kastély
A Sándor–Metternich-kastély (másik nevén az Ördöglovas kastély) klasszicista kastélyegyüttes Bajnán, Komárom-Esztergom vármegyében.

## Története

### Vadászlak
A grófi ranggal rendelkező Sándor család több birtokkal rendelkezett, amikor 1696-ban megvásárolták Bajnát a bajnai Both családtól és uradalom rendszerük központjává emelték a falut. Sándor Menyhért ekkor még Esztergomban élt, a mai kastély helyére a helyi gazdag vadállomány miatt vadászlakot építtetett és vadaskerttel vonta körül.

### Főúri kúria
1776-ban készült el az első nagy átalakítás, mikor Sándor Antal patinás kúriává építtette az egykori vadászlakot, ezen év októberében Batthyány József érsek felszentelhette az épület házi kápolnáját.

### Hercegi kastély
Sándor Móric, az egész Európában hírhedt Ördöglovas egy évvel házassága előtt kezdte el átépíttetni a főúri lakhelyet ötvenkilencszobás kastéllyá, hogy feleségének Metternich Leontinának kedveskedjen vele. A kor egyik legnevesebb építészét, Hild Józsefet bízta meg az átalakítással. Hild úgy emelte ki az épület bejárati részét, hogy a homlokzatra görög mintára oszlopokat tervezett, melyből három előreugrott, a kétszintes épület itt egy négyoszlopos portikuszt kapott (erről az erkélyről ugratott le lovával fogadásból Sándor Móric). Az oszlopok feletti középrizalitra magasodó timpanonban a Metternich-Sándor hercegi címer díszeleg. Az oszlopok mögötti frízen látható az átalakításra utaló évszám (ANNO MDCCCXXXIV).
A főépület alsó szintjén biliárdterem, ebédlő, dohányzószoba, télikert, házi kápolna és a gróf egyik szenvedélyének helyt adó a kártyaszoba kapott helyet. Az emeleten a grófi és grófnői hálók, nappali és könyvtár helyezkedett el. A főépület a mögötte lévő gazdasági helyiségekkel és az északi szárny vendégszobáival egy körfolyosós belső díszudvart ölel körbe.
A belső termek szépségéről a milánói Scala díszlettervezője, Alessandro Sanquirico gondoskodott. A kastély belső termei tervezésekor az égszínkék és a fehér szín dominált. Sanquricot az etruszk és a pompeii művészet, valamint Raffaello inspirálta. A művészek 1842-ben végeztek. A Maria Piazza által készült berakásos stukkók mellett a Sándor család évszázadokra visszanyúló családi történeteiről készült festmények, agancsok, vadásztrófeák és aranyozott tükrök díszítették még a kastély falait. A bútorok Sándor Móric kiváló ízlése szerint Londonban készültek, a kovácsoltvas elemeket pedig bécsi mesterek kezére bízta. A vadasparkból az akkori szokás szerinti harminc holdnyi angolpark lett, benne egy kazánfűtéses, egzotikus növényekkel teli orangerie (pálmaház) épült. Az épület közvetlen környezetét virágos kertek övezték, a közlekedést a kocsifelhajtó segítette, a biztonságról a kertet körülvevő kőfal és két, a kastély stílusához épített kapusház gondoskodott, melyből az egyik ma kisvendéglő. A gróf imádott világhírű lovai a kastélyhoz épített (korát megelőző módon fűthető) uradalmi istállóban pihenhették ki a vakmerő, gyakran őrült mutatványokat, melyeket a gróffal megéltek. A mondák szerint Sándor Móric gyakran a kastélyban is lóháton járt.
Elkészülte után a grófi pár rengeteg időt töltött a kedvükre kialakított kastélyban.
Sándor Móric halála után fiú örökös nem lévén lánya, Sándor Paulina örökölte az uradalmat. 1896-ban modernizálta a konyhát, és bevezette a gázvilágítást. Lánya, Clementina hercegnő is csak jót tett az épülettel.

### Hanyatlása és a remény
A második világháború hozta a teljes pompájában lévő kastély pusztulását. Először tábori kórház lett és szükséglakás, majd a szocializmusban köztulajdonná vált, így méltatlanul a helyi termelőszövetkezet irodája, később gépállomása lett. A belső falakat szétverték, a gyönyörű falfestményeket elpusztították, a berendezési tárgyakat ellopták.
A hetvenes években vendégházzá akarták alakítani, majd az egyesült államokbeli Bloomington egyetem kutatóközpontot tervezett bele, de visszaléptek. Mecénás hiányában a kastély évekig üresen állt megfosztva minden pompájától, a kert elburjánzott, a helyi gyerekek játszóterévé vált, kőkerítése omladozott, az épület hanyatlásnak indult. Egészen az ezredfordulóig emésztette az idő, a Kincstári Vagyoni Igazgatóság saját forrásból, majd közel 800 millió forint ráfordítással először a tetőt újították fel, majd az eredetileg halvány sárga főhomlokzatot, a kőkerítés hiányzó darabjait pótolták, és a kastély kert fái, köztük a feketefenyők (Pinus nigra), idős japánakácok (Sophora japonica) és pár cser(tölgy) (Quercus cerris) fellélegezhettek, miután rendbe tették az elburjánzott aljnövényzetet. A híres istálló új tetőszerkezettel ugyan, de továbbra is az idő martaléka volt. A belső tér felújításra várt. Néhol megmaradt a régi stukkó, a padló azonban hiányzott.

### A kastély felújítása a Nemzeti Kastélyprogram keretében
Az épület végül a Nemzeti Kastélyprogram és Nemzeti Várprogram részeként, a „A bajnai Sándor–Metternich-kastélyegyüttes és parkjának turisztikai célú fejlesztése” című projekt keretében 1,5 milliárd forint európai uniós (GINOP 7.1.1-15-2015-00004), valamint 239 241 437 millió forint hazai forrásból újult meg. A bajnai Sándor–Metternich-kastélyegyüttes addigi állagmegóvó munkálatai után a fejlesztés alapkőletételére 2018. március 28-án 13 órakor került sor. A kastély felújítását 2021-ben ICOMOS-díjjal ismerték el.
A fejlesztés eredményeként megújult a kastélyépület és parkja, az épület látogathatóvá vált, és a turisztikai fejlesztéseknek köszönhetően vonzó attrakcióval várja a látogatókat. A kastély a hazai műemlékállomány kiemelkedő értékű alkotása. A középkori alapokon álló barokk, majd klasszicista stílusban kiépített egykori főnemesi rezidencia helyreállítása kiemelkedő gondossággal és magas minőségű munkával történt. A projekt célja:
- a palota műemléki értékeinek bemutatása,
- a főépület és a mellékszárnyak egy részének felújítása,
- a díszudvar helyreállítása, illetve a park teljes területén faápolási munkák kivitelezése, a sétányok részleges helyreállítása,
- tematikus játszótér kerül kialakítása a park területén,
- a kiállítás interaktív eszközök és történetmesélés segítségével ismerteti meg a látogatót a kastély építésének és neves lakóinak, Sándor Móricnak, az “Ördöglovasnak” és leányának, Sándor-Metternich Paulinának élettörténetével és az ide kapcsolódó érdekességekkel,
- a gyerekek számára külön eszközök és kiállítási tartalom segítségével válik befogadhatóvá a kastélyok világa.

A modern, élményközpontú kiállítás Sándor Móric az "Ördöglovas" és lánya Sándos Paulina, e két színes egyéniség életpályájával ismertet meg a történetmesélés és interaktív eszközök segítségével.

## Képgaléria

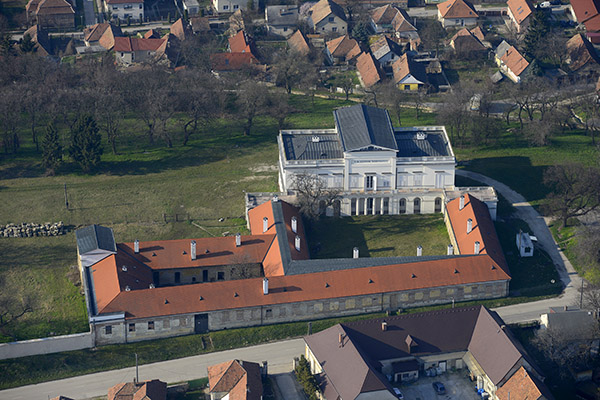
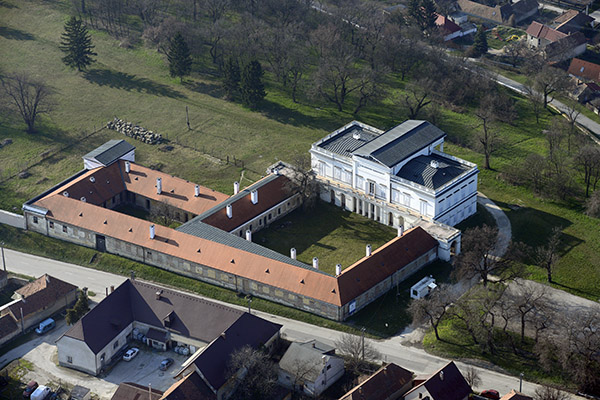
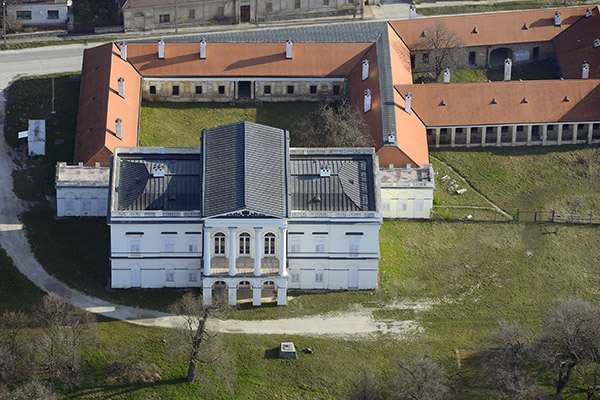
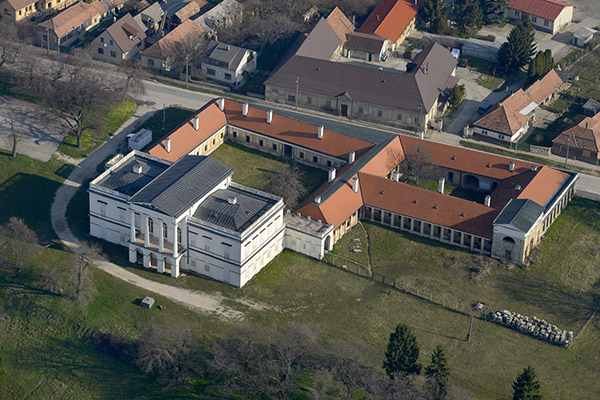
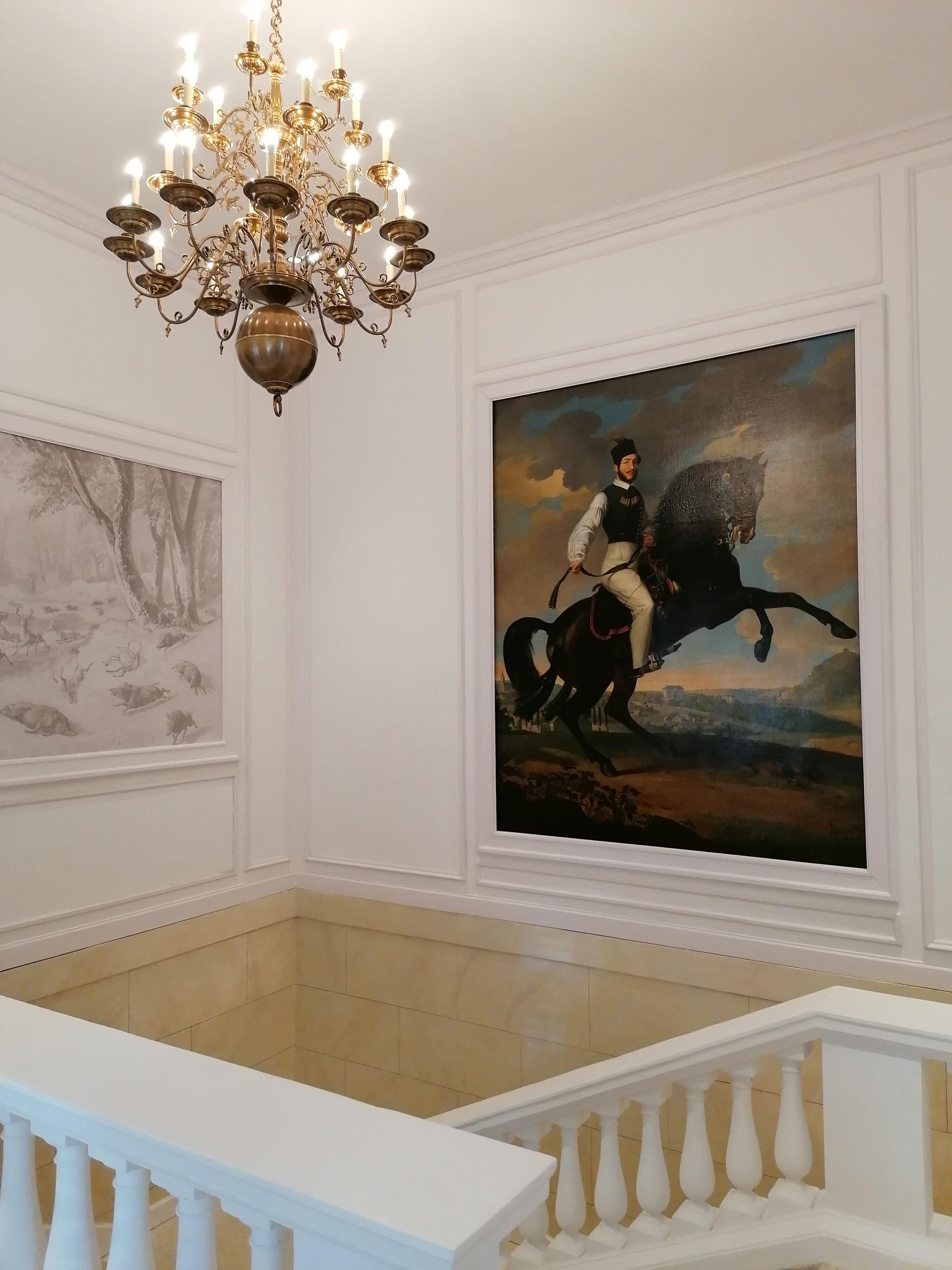
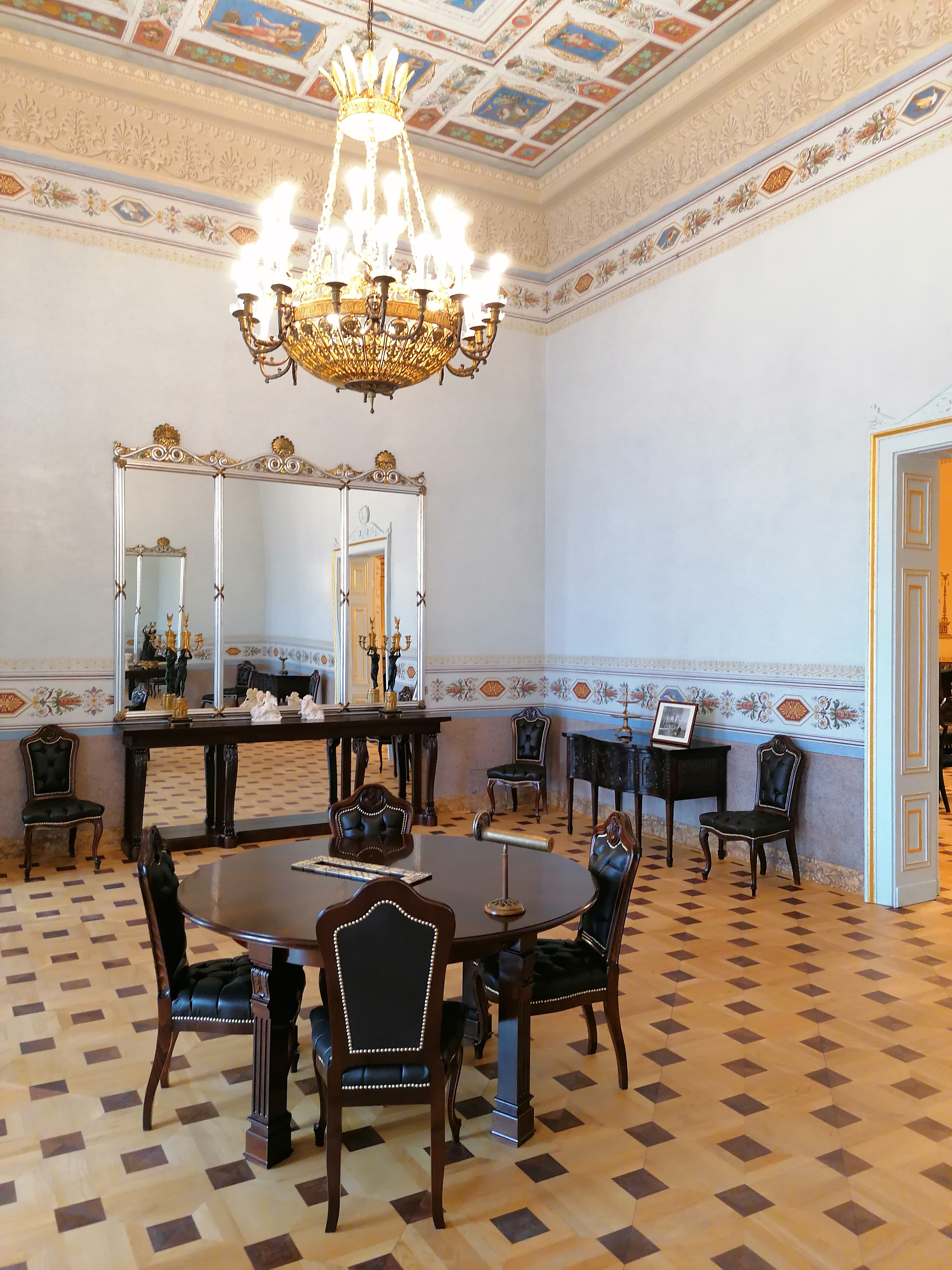
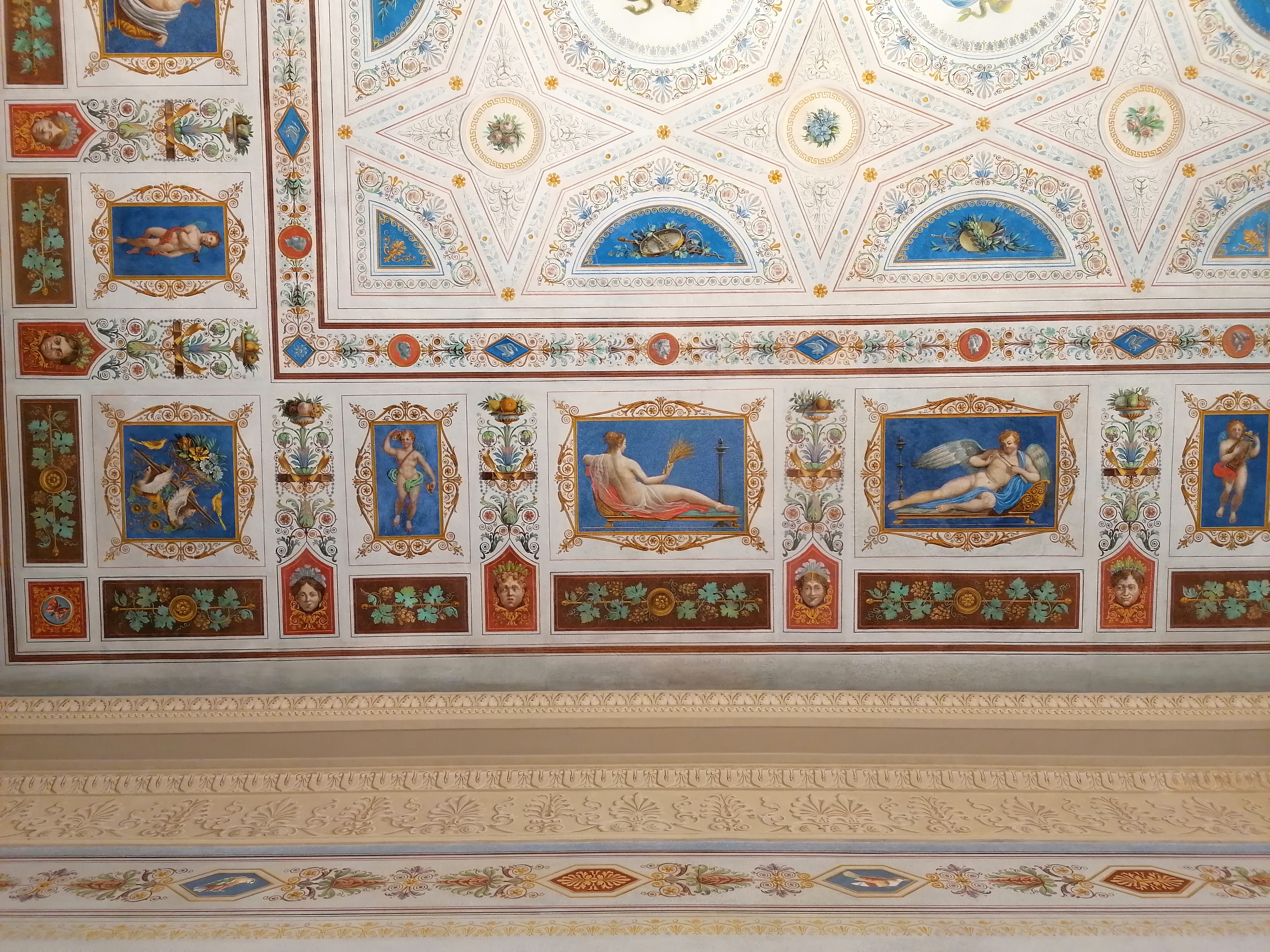
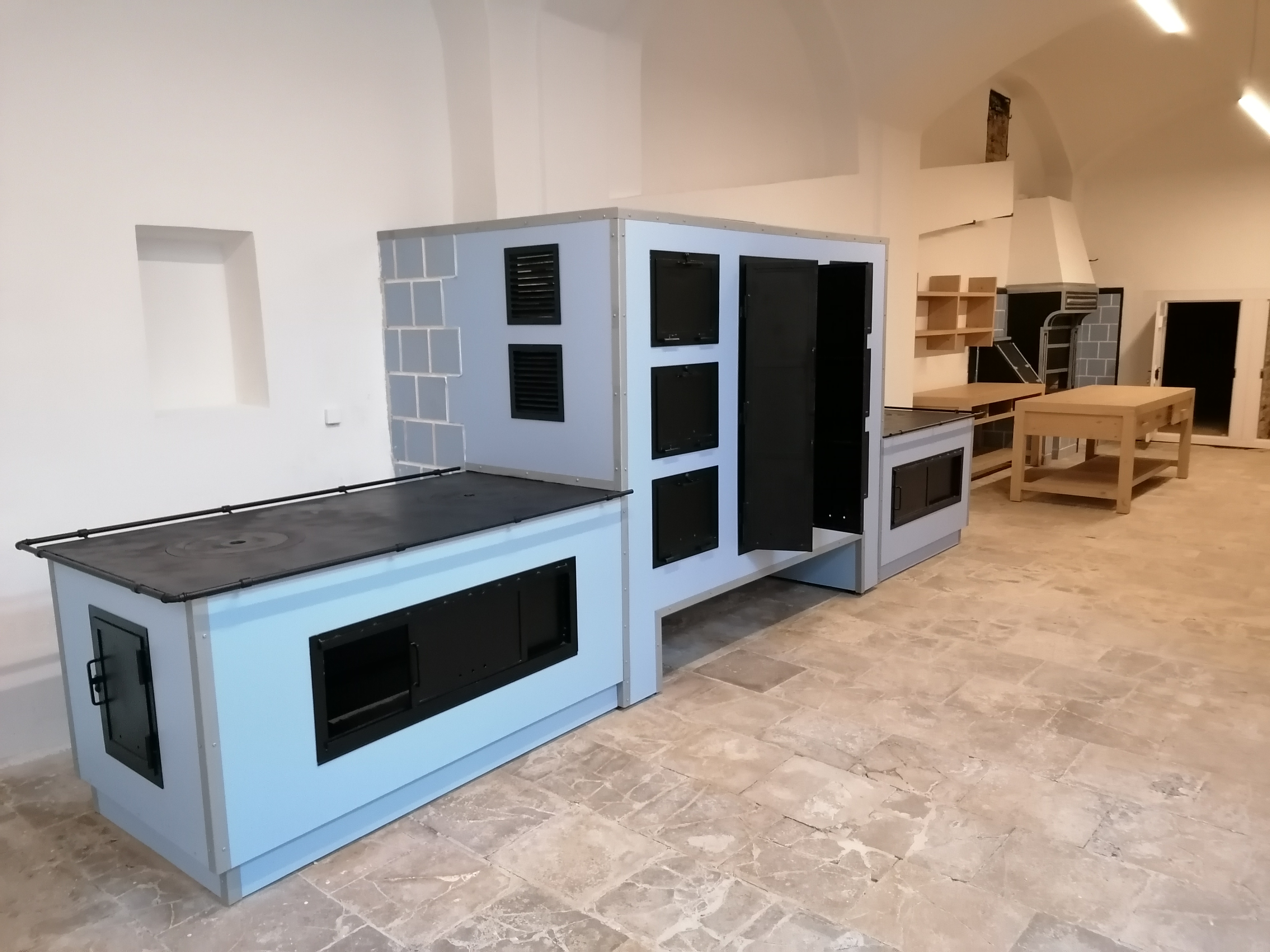